# Theuns Jordaan
Theuns Jordaan (født 10. januar 1971 i Øst-Kapprovinsen, Sydafrika, død 17. november 2021) var en sydafrikanske sanger, sangskriver og guitarist. Han var en meget populær sanger blandt i afrikaanere. Jordaans første to albums har nået platinumstatus.

## Diskografi
- Vreemde stad (1999)
- Tjailatyd (2002)
- Seisoen (2005)
- Grootste Treffers (2007)
- Bring Jou Hart – met Juanita Du Plessis (2008)
- Driekuns (2009)
- Kouevuur – Die musiek van Koos Du Plessis (2009)